# Jimemys
Jimemys — викопний рід черепах родини трикігтевих (Trionychidae). Описаний у 2022 році. Фрагменти панцира виявлені у відкладеннях формації Мілк-Рівер у провінції Альберта в Канаді.